# Burg Rößel
Die Burg Rößel (polnisch Zamek w Reszlu) ist eine ehemalige Ordensburg des Deutschen Ordens im Ermland in der Stadt Reszel, die bis 1945 Rößel hieß.

## Geschichte
Der Orden legte 1241 etwa vier Kilometer nördlich der Pruzzensiedlung Resel eine Holz-Erde-Burg an. Sie sicherte als  Wachtburg den Handelsweg vom Frischen Haff durch die Wildnis nach Polen. Durch Pruzzen zerstört und wiederaufgebaut, übergab der Orden das Holz-Erdwerk 1254 an das Fürstbistum Ermland, an dessen nordöstlicher Ecke es nun lag. 
Als die Gegend um 1300 für befriedet galt, entstand mit ihrer Besiedlung neben der Burg die Stadt Rößel. Unter dem Bischof Heinrich von Meißen (1350–1355) begann zugleich mit dem Ausbau der Burg Heilsberg in Rößel der Ausbau zur steinernen Burg, den Johann II. Stryprock fortsetzte und Heinrich III. Sorbom im Jahr 1401 vollendete. Die Burg wurde Sitz eines bischöflichen Burggrafen. 
In der Mitte der monumentalen Westfront erhielt die Vierflügelburg einen vorspringenden Turm mit quadratischem Grundriss. Der runde Turm an der Nordwestecke mit quadratischem Unterbau und versenktem Kegeldach war einer der größten der Ordenszeit. Die sonst übliche Vorburg fehlte. Lucas Watzenrode ließ ab 1505 starke Außenbefestigungen anlegen, darunter vor dem Nordwestturm einen niedrigen Batterieturm mit großem Durchmesser und mehrere Halbtürme an der Nordseite. 
Das Ermland kam bei der Ersten Teilung Polens an die preußische Provinz Ostpreußen. Die Burg wurde 1780 nach jahrhundertelangem, langsamen Verfall zu einem Zuchthaus umgebaut. Bei dem großen Stadtbrand im Mai 1806 beschädigt, übertrug König Friedrich Wilhelm III. die Anlage 1822 der evangelischen Landeskirche. Diese wandelte den Südflügel der Burg in einen Kirchenraum mit kleinem Glockenturm um und richtete in den anderen Flügeln eine Pfarr- und eine Kantorenwohnung ein. Mehrere Befestigungstürme, Reste der Außenbefestigungen, der massive Gang zum nicht mehr vorhandenen Danzker, aufgesetzte Wehrgeschosse und im Innern Gewölbe und Zwischenwände wurden beseitigt. Am 18. Oktober 1823 wurde der Kirchenraum eingeweiht, der bis 1945 genutzt wurde. Die 1956 gesicherte Anlage erfuhr in den Jahren 1976–1985 eine umfassende Sanierung.
Die Burg wird als Museum (Galerie „Zamek“, Außenstelle des Museums für Ermland und Masuren) und zum Teil als Hotel genutzt.